# Собор Святого Вита
Собор Святого Вита, Вацлава и Войтеха (чеш. Katedrála svatého  Víta, Václava a Vojtěcha) — готический католический собор в Пражском Граде, местопребывание архиепископа Пражского.
Собор причисляется к жемчужинам европейской готики, является художественной и национально-исторической святыней Чехии.
В соборе погребены чешские короли и архиепископы Праги, там же хранятся коронационные регалии средневековой Чехии.

## Строительство
Нынешнее здание собора строилось в несколько этапов: 1344—1419, 1490—1510, 1556—1593 и 1873—1929 (западная часть). Окончательно строительство собора было завершено только в начале XX столетия.
Первый храм-ротонду на этом месте, как считается, построил ещё святой Вацлав в 925 году; церковь была посвящена святому Виту, чью десницу Вацлаву подарил восточнофранкский (германский) король Генрих I. В XI веке на месте романской ротонды была возведена трёхнефная базилика, которая должна была служить Пржемысловичам в качестве коронационного костёла и места погребения. Начало её строительства относится к правлению князя Спытигнева II (1060).
Строительство собора началось 21 ноября 1344 года. Покровителями собора были архиепископ Арношт из Пардубиц и король Чехии Карл Люксембургский. Собор должен был стать местом для коронации, фамильным склепом, сокровищницей.
Первым архитектором, строившим собор, стал француз Маттиас из Арраса, приглашённый в Прагу из папского дворца в Авиньоне. Маттиас составил общий план строения в стиле французской готики (переходная базилика[неизвестный термин], аркбутаны, короткий трансепт). Однако он дожил лишь до окончания строительства аркад и галереи.
После Маттиаса, умершего в 1352 году, строительство продолжил Петер Парлерж, молодой 23-летний архитектор из германского городка Швебиш Гмюнд (нем. Schwäbisch Gmünd). Сначала он работал в соответствии с планом Маттиаса — ризница на северной стороне, капелла на южной. Но когда он закончил всё, что не успел Маттиас, он начал добавлять собственные идеи. Его смелость и инновационные идеи привнесли новые уникальные элементы. Хороший пример — сконструированный им свод. Он представлял собой двойные диагональные балки. Вместе они создавали неповторимый орнамент.
В архиве Собора сохранились еженедельные счета артели Парлержа с 1372 по 1378 год, которые являются весьма ценным источником сведений о хронологии строительных работ и именах мастеров, работавших с Парлержем.
В то время как Маттиас по складу ума был математиком и его конструкции были полны чистого расчёта, Парлерж был скульптором, и относился к архитектуре как к скульптуре. Это заметно в использовании многочисленных карнизов, бюстов (на которых были изображены представители королевской династии, епископы и архитекторы, строившие собор — Маттиас и Парлерж).
Работая над собором, Парлерж так же работал над Карловым Мостом и множеством церквей, и когда он умер в 1399 году, были закончены лишь хор и часть трансепта собора. Работу Парлержа закончили его сыновья — Вензел и Ян, а их, в свою очередь, сменил Мастер Петрилк. Они закончили огромную башню и южную часть.

Начавшиеся в 1419 году гуситские войны приостановили строительство кафедрального собора. Многие картины, иконы и скульптуры сильно пострадали в этот период. 

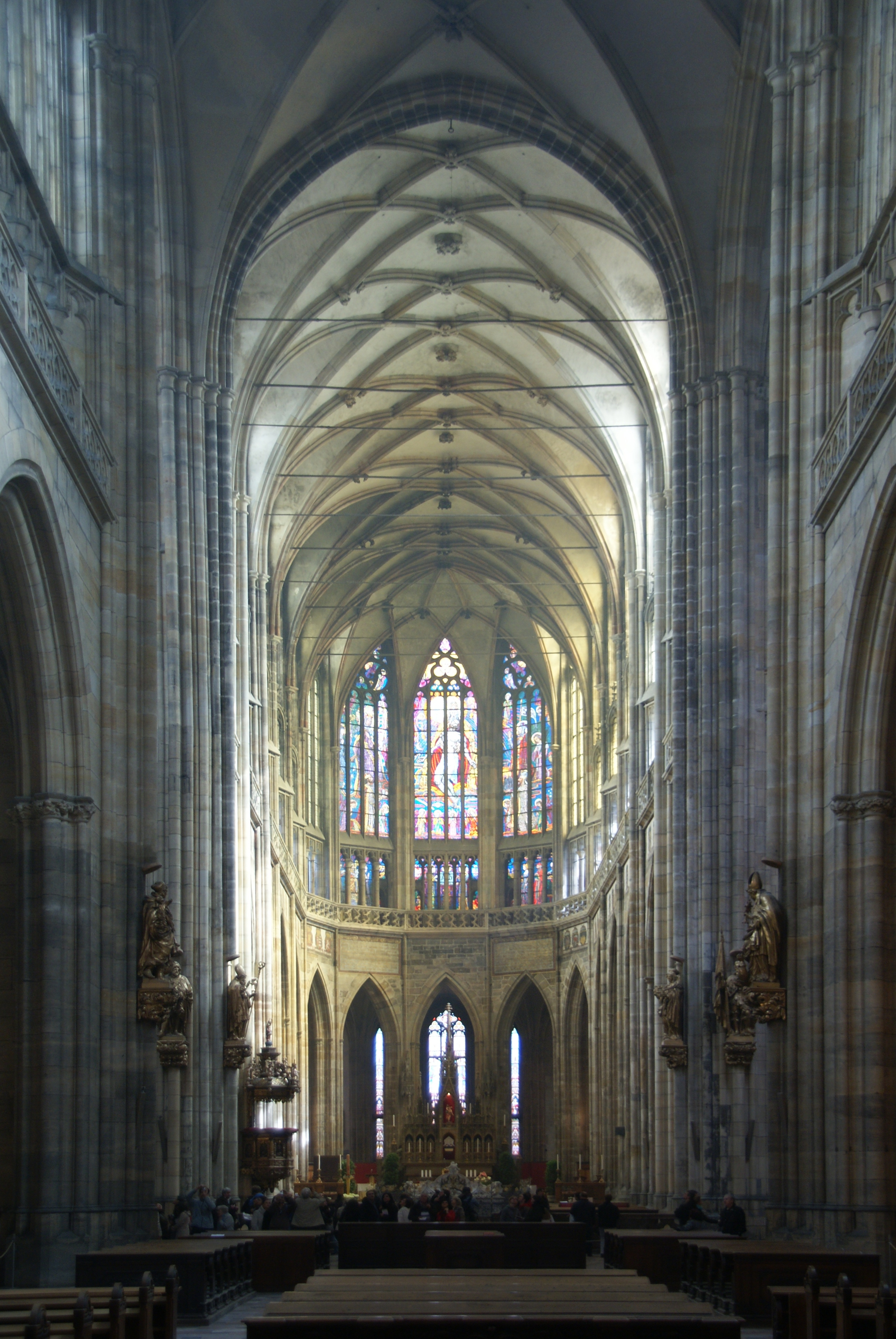
Интерьер

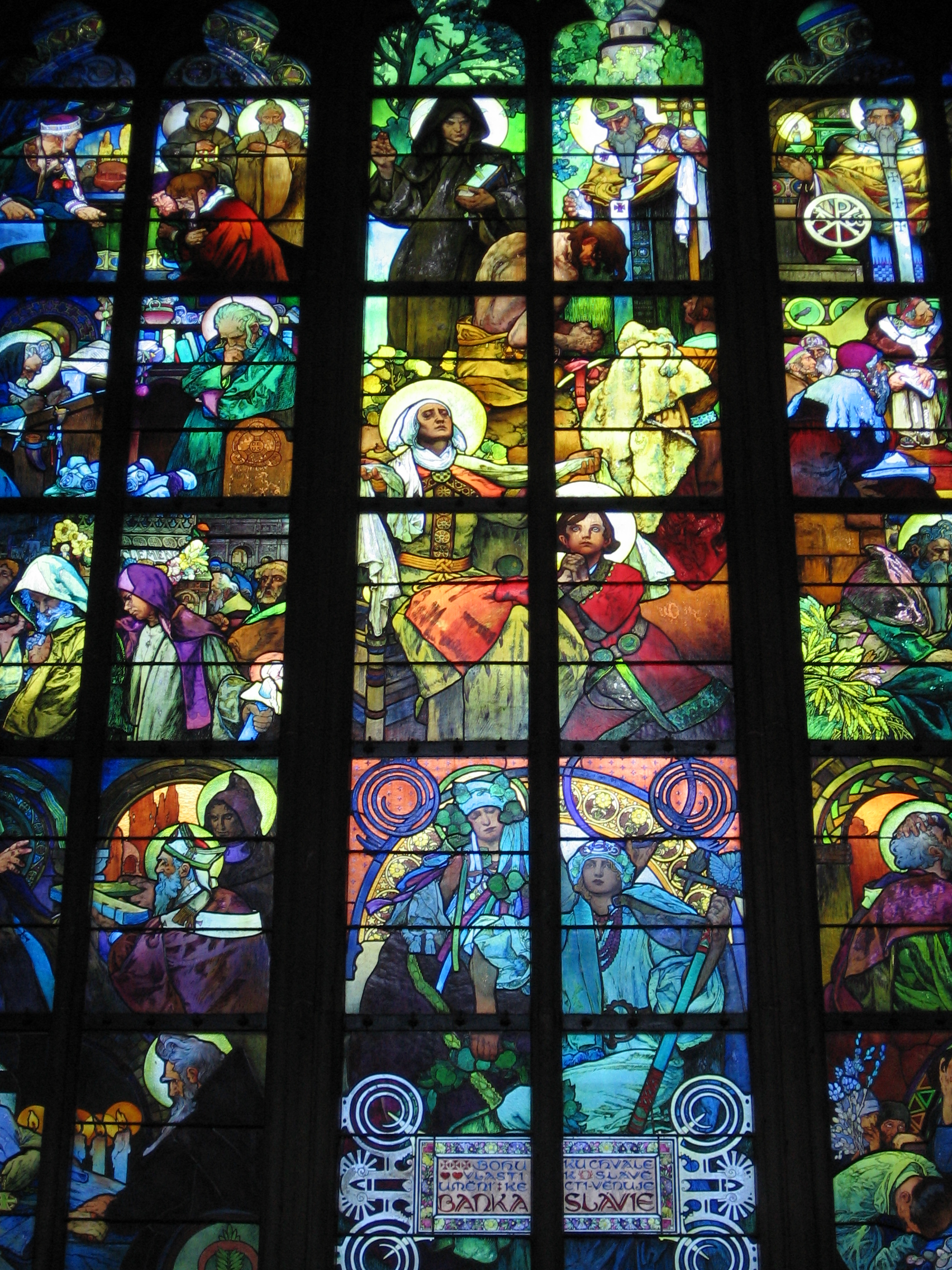
Витраж работы А. Мухи

На протяжении следующего столетия строительство было завершено лишь наполовину. Во второй половине XV века король Владислав Ягеллон (чеш. Vladislav Jagellonský) поручил закончить строительство великому архитектору Бенедикту Рейту, но процесс почти сразу остановился из-за недостатка средств.
Последовавшие попытки достроить собор привнесли в общий ансамбль элементы барокко.
Разговоры о достройке собора начались с самого начала XIX века в связи с усилением романтических настроений в Чехии. В 1844 году Ворцлав Песина и архитектор Йозеф Краннер представили программу окончания строительства великого собора. Йозеф возглавлял ремонтные работы с 1861 по 1866 год, избавился от элементов барокко и восстановил интерьер. В 1873 году, после смерти Краннера, архитектор Йосеф Моцкер закончил реконструкцию. Он сконструировал западную сторону в классическом готическом стиле. Конечно, он не мог повторить индивидуальный стиль Петра Парлержа. Однако в целом работа архитектора считается очень ценной, потому что ему удалось добиться единства сложной композиции. Действительное значение этих преобразований проявляется в панорамных видах на Прагу, где собор стал выразительным акцентом в облике города.
После его смерти третьим и последним архитектором стал Камил Гильберт.
В 1920 году скульптор Войтех Сухарда и главный художник-модернист того времени, Альфонс Муха, декорировали новые окна в северной части нефа. Окно-розу украшал Франтишек Кисела, в 1925-27 годах. На нём были изображены различные библейские истории.
Наконец, в 1929 году, после 585 лет строительства, собор Святого Вита был закончен.
В 1950 году власти Чехословакии изъяли здание собора. После падения коммунистического режима католическая церковь пыталась вернуть себе собор, но в 2009 году суд отказал ей в этом, подтвердив, что собор является собственностью государства.

## Общие сведения
Длина главного нефа собора 124 метра, высота Большой южной башни 96,5 метра. На западной стороне возвышаются две 82-метровые неоготические каменные башни с 10-метровым круглым окном в виде розетты между ними. Три портала кафедрального собора богато украшены скульптурами, каменными и бронзовыми рельефами.
Доминантом в западном фасаде считаются две высокие стройные башни высотой 82 м, между которыми находится богато украшенный щит главного нефа с 15-метровым высоким стрельчатым окном с круглой розой, спроектированной Камилом Гильбертом. Отдельно роза имеет диаметр 10,4 м. Откос и ажурное декорирование вокруг окна, как и все окно, выполнены из песчаника. Витраж на тему «Сотворение мира» изготовлен в 1926—1928 годах по проекту Франтишека Киселы. На верхних краях розы стоят в табернатах статуи Святого Кирилла Александрийского (слева) и Святого Бенедикта (справа).
Все статуи из горного песчаника были сделаны в 1903 году в соответствии с моделями скульпторов Франтишка Хергесела, Йосефа Калводы и Ченька Восмика — на северо-западной башне и Яна Кастнера, Эмила Халмана и Штепана Залесака — на юго-западной башне. Через год на северо- западной башне появилась статуя Ангела-Благовестителя, а на юго-западной башне — статуя Ангела-музыканта, обе статуи горного песчаника авторства скульптора Штепана Залесака.
На южной стороне выходит во двор Святовацлавская церковь и южный вход с Золотыми воротами (названными в честь золотого фона мозаики «Последнего суда»). К южной части фасада прилегает башня, которая выполнена готической в нижней части. На высоте 55 м, где башня должна переходить в восьмиугольный план, следует галерея-ренессанс и крыша в форме луковицы в стиле барокко. В нижней части башни находится каменная мемориальная доска 1394 года, которая описывает средневековые здания.

## История

### Базилика
По мнению князя Спытигнева II, изначальный собор имел небольшие размеры, поэтому было принято решение о строительстве романской базилики им. Св. Вита, св. Войтеха и Девы Марии. В 1060 году началось строительство трехнефной базилики с двумя башнями. После смерти Спытигнева II, строительство продолжил его брат Вратислав II, ставший первым чешским королём. Базилика была построена в форме креста, длиной 17 метров. Толстые стены и столбы разделяли пространство на три нефа. Трёхнефная базилика с двумя сводами и законченным пространством перед главным престолом, поперечным нефом в западной части и двумя башнями имела существенно большие размеры, чем предыдущий собор. В длину она была 70 м и в ширину 35 м.

### Капелла Святого Вацлава
Капелла Св. Вацлава построена над изначальной могилой Св. Вацлава, в виде отдельного святилища, встроенного в храм, чем напоминает шкаф для реликвий.
Собственно ротонда Св. Вита была построена Вацлавом около 929 года. После смерти тело Вацлава перенесли в ротонду примерно в 938 году, и его останки были уложены в южной апсиде, которую построили именно для этих целей. С капеллы над местом упокоения Вацлава создали наиболее важное место собора и включили его в коронационную процедуру. Святовацлавская корона должна была находиться на голове Св. Вацлава, и для хранения драгоценностей здесь построили отдельную комнату. В 1541 году во время пожара была уничтожена значительная часть гроба.

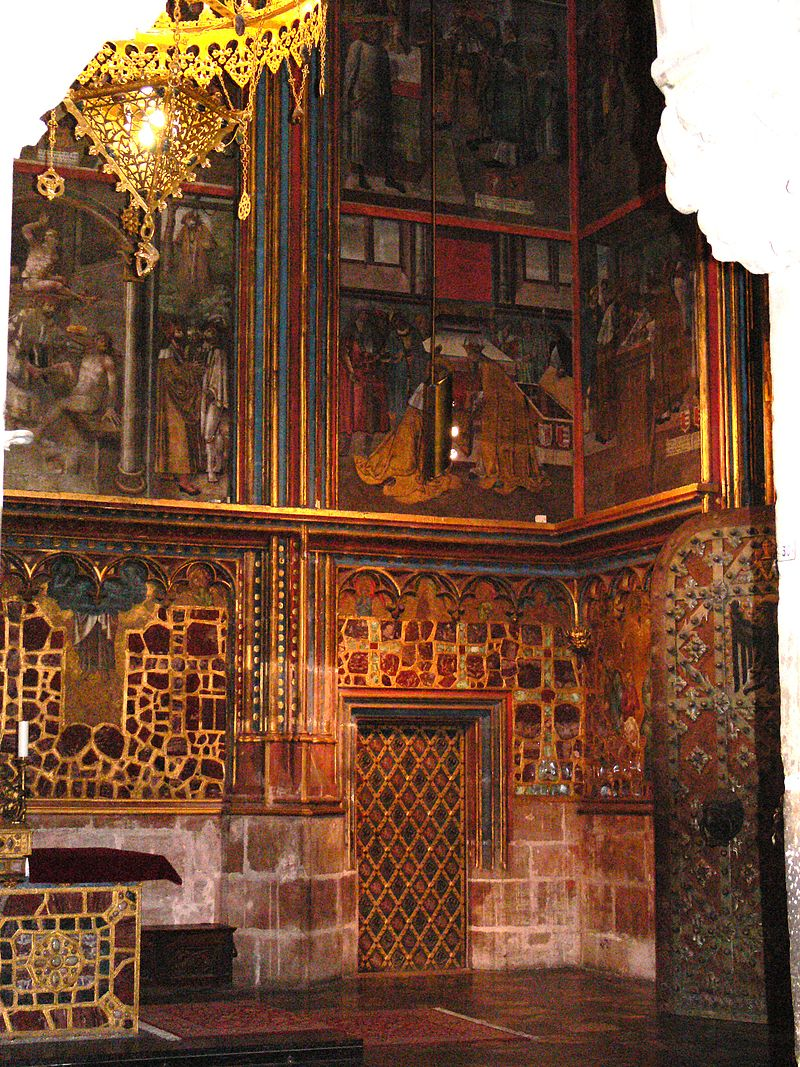
капелла в соборе Св. Вита

### Мозаика «Последний суд»

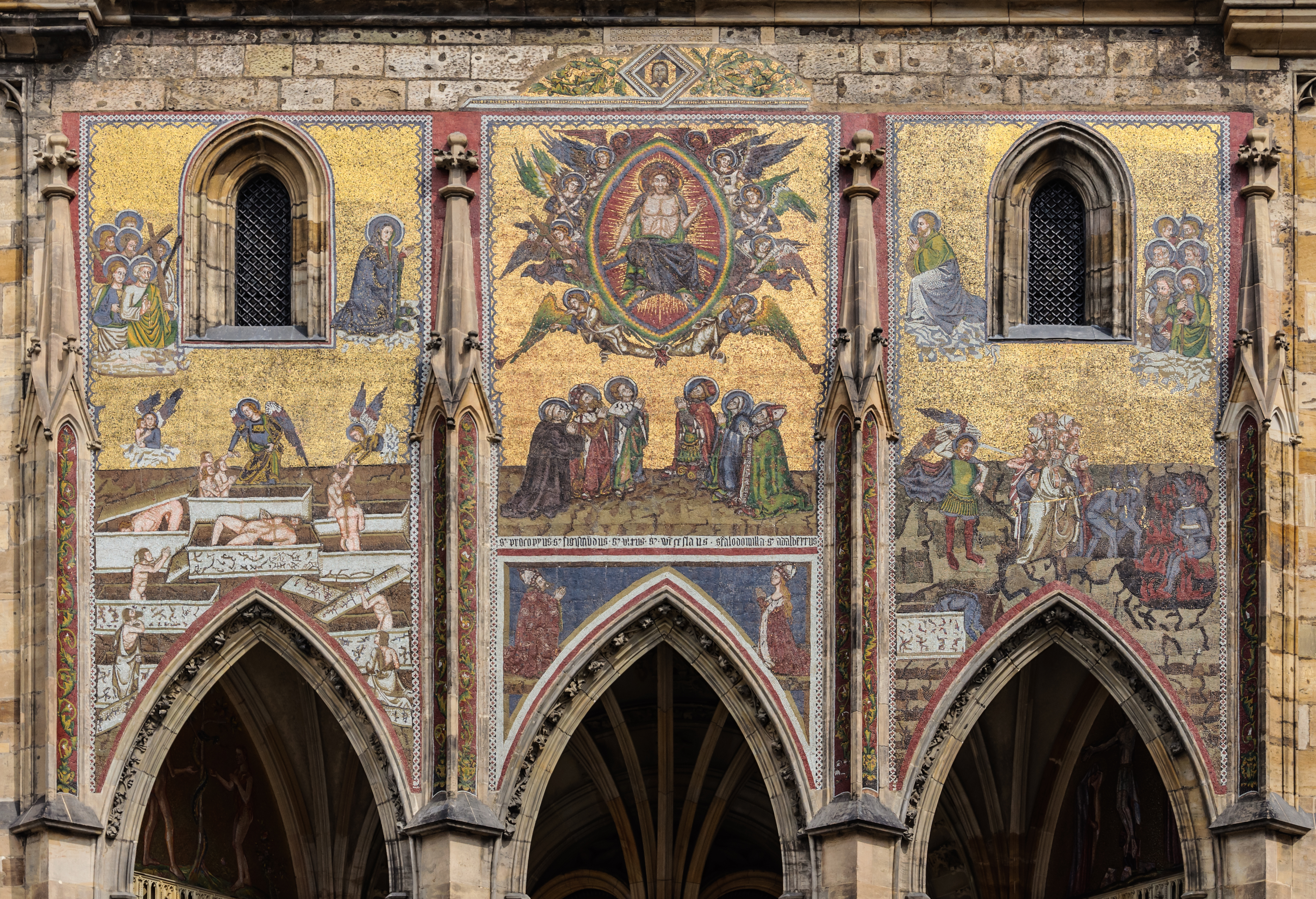
Мозаика «Последний суд»

На мозаике «Последний суд» 1370—1372 годов изображен Страшный суд над людьми в Судный день. Реставрация работы была произведена в 1961 и в 2000 годах. Произведение разделено на 3 части. В середине изображен Иисус как судья, окруженный ангелами. Под ними изображены шесть чешских патронов, и четвёртая жена Карла IV — Елизавета Померанская. В верхушках обоих боковых частей находится продолжение композиции — фигуры Девы Марии и Св. Иоанн Крестителя, которые высказываются за людей. В нижней части мертвые встают из гробов. В правой части группа грешников, которые влекут за собой вниз дьяволы синего цвета и эту группу с другой стороны удерживает меч Архангела Михаила.

### Интерьер
За входом открывается впечатляющая панорама готического кафедрального собора: неоготический архитектурный стиль в области центрального нефа с ребристыми сетчатыми сводами высотой 33,5 метра почти незаметно переходит в области хора в средневековую часть, пронизанную тёплым светом витражных стрельчатых окон. Вокруг хора и за алтарем имеется овальный проход с венцом капелл. 
Монолитная кладка сделана из разных чешских песчаников, а в готической части использован песчаный мергель. В новоготическом периоде песчаный мергель использован в оформлении главного алтаря и части других алтарей.
Вход в собор происходит со стороны северо-западной башни. Первая видимая часовня — это Капелла Святой Анежки, затем видна капелла Шварценбергов, где в 1929 году на северную стену были повешены четыре надгробных камня в стиле ренессанс.

### Усыпальница
На колоннах хора установлен 21 бюст монархов, епископов, королей и строителей из мастерской Петра Палержа. Создание скульптурного цикла связано, вероятно, с перезахоронениями в новом хоре представителей династии Пржемысловичей — четырёх князей — Бржетислава I, Спитигнева II, Бржетислава II, Борживоя II и двух королей Пржемысла Отакара I и Пржемысла Отакара II. Их останки были перенесены из романской базилики. Над их новыми могилами в трех восточных капеллах были возведены саркофаги с их фигурами. Туда же были перенесены останки Гуты, супруги Вацлава II, и Рудольфа I, надгробия не сохранились и были, вероятно, более скромные, чем надгробия шестерых Пржемысловичей. Здесь же погребены несколько членов семьи Карла IV. Перенося сюда древние могилы Пржемысловичей, император придавал усыпальнице статус династической, существующей с давних времен, придавая ей больше значения, чем давней усыпальнице правителей Чехии в Збраславском монастыре.
Позади главного алтаря находятся гробницы первых епископов и статуи кардинала Шваценберга и Мысльбека. В южной галерее с 1736 года находится монументальная серебряная гробница Св. Яна Непомуцкого, сделанная по наброскам Йозефа Эммануэля Фишера. По бокам высокого хора находятся две большие резьбы в стиле барокко, изображающие опустошение храма в 1619 году и побег Фридриха V в 1620 году. В центре нефа находится мавзолей (гробница) Максимилиана II, Фердинанда I и его жены Анны Ягеллонской, законченная в 1589 году. Мавзолей внешне защищен декоративной решеткой в стиле ренессанс, на которой с боковых сторон изображены чешские короли и королевы, которые захоронены в склепе под ним. Также в соборе находятся надгробия в стиле барокко, деревянное распятие Франтишка Билки и витражи ведущих художников XX века.

### Цикл бюстовтрифория
Трёхнефное пространство храма с 28 величественными колоннами условно разделяет по вертикали на две сферы, земную и небесную, трифориум или трифорий (галерея-балкон), проходящий по всему периметру, который был построен в 1374—1375 годах.
Эта впечатляющая скульптурная портретная галерея была создана по заказу императора Карла IV. Здесь собраны портреты представителей королевской семьи, деятелей церкви и строителей собора. Некоторые изображения явно выполнены как полноценные портреты, подчас несут ярко выраженные индивидуальные черты.
Бюсты верхнего трифория (фактически это только головы, размещенные в нишах) практически недоступны для обозрения, так как наклон выступа балюстрады не позволяет пройти по нему. Подобное отсутствие рациональности в действиях мастеров, размещавших портреты, маски или фигуры для консолей на недосягаемой высоте, характерно для классической готики По мнению некоторых исследователей (Либман, Ульман), они адресовались не зрителю, находящемуся внизу, а обращены к высшему миру — святым покровителям собора и королевства.

## План собора
Цветом указаны
- жёлтый — работы XIX — начала XX века архитекторов Йосефа Моцкера и Камила Хильберта[чеш.], историзм в архитектуре.

1. Главный вход, с двумя боковыми входами
2. Преддверие северо-западной башни с лестницей на западный чердак
3. Капелла Святой Анежки
4. Капелла Шварценбегов
5. Новая архиепископкая капелла (Хорова)
6. Хилбертова закругленная лестница до новой сокровищницы
7. Новая ризница
8. Алтарь Франтишка Билка
9. Поперечный (крестовый) неф
10. Коркова капелла с лестницей к Волмутову чердаку
11. Королевский мавзолей
12. Новый алтарь
13. Главный алтарь
14. Капелла Святого Cигизмунда
15. Старая ризница с лестницей до сокровищницы
16. Капелла Святой Анны
17. Архиеписковкая капелла (Пернштейнская)
18. Памятник кардинала Шварценбергского
19. Капелла Святого Иоанна Крестителя
20. Капелла Девы Марии (Святой Троицы, Императорская, Св. Людмилы)
21. Могилы Пражских епископов
22. Алтарь и надгробие Св. Вита
23. Капелла Святых (Саксонский и Штернбергский)
24. Капелла Святого Иоанна Непомуцкого
25. Надгробие Святого Иоанна Непомуцкого
26. Капелла Св. Марии Магдалены
27. Королевский ораторий
28. Капелла Св. Криста (Cимоны и Иуды)
29. Капелла Св. Андрея
30. Эпитаф Юрия младшего Попела с Лобковиц
31. Эпитаф Леопольда
32. Капелла Св. Вацлава и его надгробие, и лестница, ведущая в комнату с короной
33. Памятник погибшим
34. Cкульптура Иисуса в пустыне
35. Гроб Святого Войтеха
36. Габсбургская капелла с лестницей ведущей в южную башню
37. Капитульная библиотека
38. Туновская капелла
39. Капелла гроба господнего
40. Капелла Святой Людмилы
41. Подхор
42. Преддверие юго-западной башни
43. Южная башня
44. Южное преддверие и «Золотые ворота»
45. Кенотаф Св. Иоанна Непомуцкого работы И. Ф. Платцера (1763)